# Asahi Breweries
Asahi Breweries, Ltd. (アサヒビール株式会社 Asahi Bīru Kabushiki Gaisha?, TYO: 2502O) é uma companhia de bebidas japonesa, sediada em Tóquio.

## História

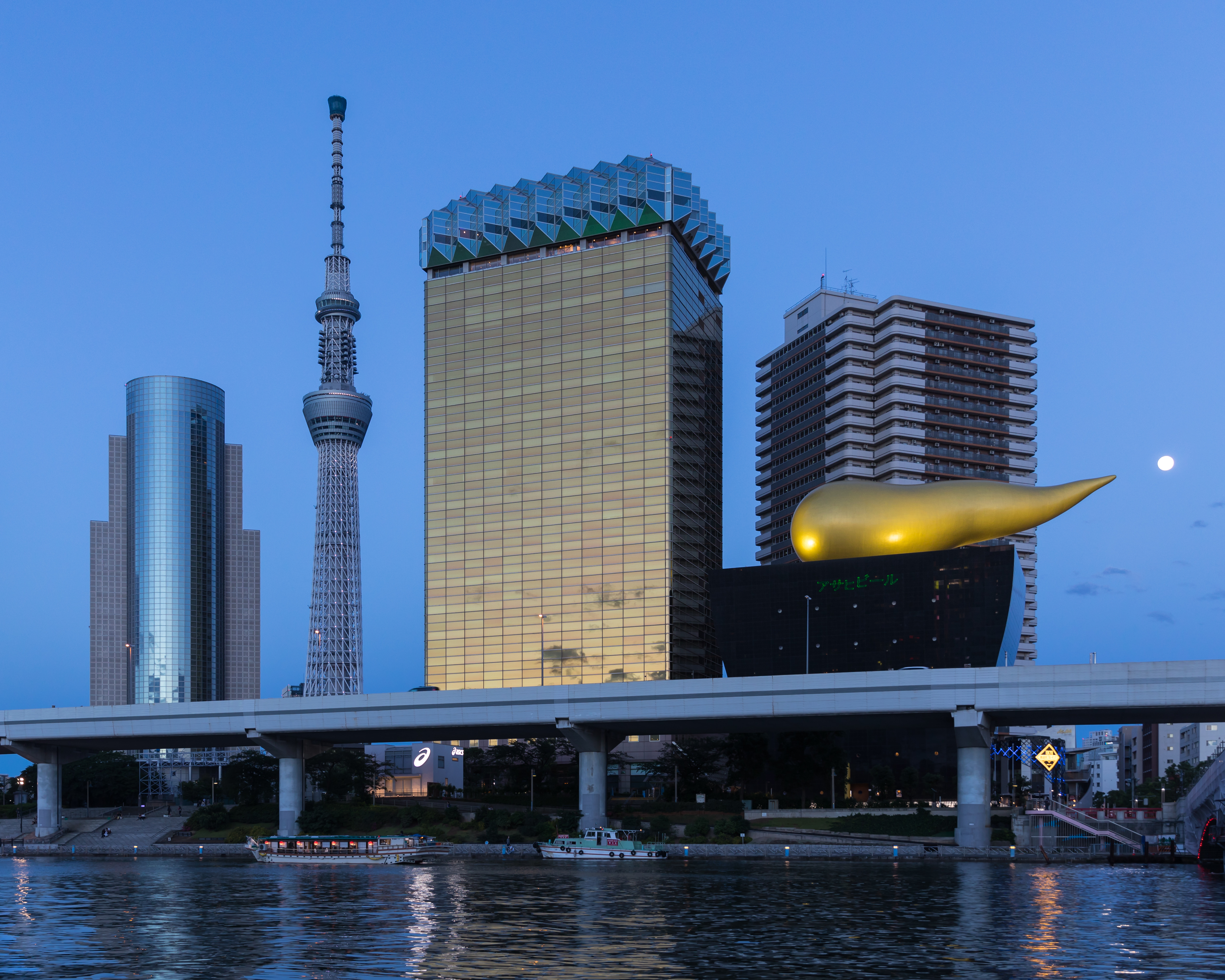
Sede da empresa em Tóquio

Asahi foi estabelecida em 1889 em Osaka, como Osaka Beer Company (大阪麦酒会社 Ōsaka Bakushu Kaisha?).